# Martin Chalfie
Martin Chalfie (ur. 15 stycznia 1947 w Chicago) – amerykański biolog.
Stopień doktora neurobiologii uzyskał w 1977 roku na Harvard University. W 1982 został profesorem nauk biologicznych na Columbia University.
W swoich badaniach wykorzystał gen kodujący wyizolowane przez Osamu Shimomura białko GFP jako gen reporterowy. W jednym z pierwszych eksperymentów zabarwił pojedyncze komórki nicienia Caenorhabditis elegans.
W 2008 roku został, wspólnie z Osamu Shimomura i Rogerem Tsienem uhonorowany Nagrodą Nobla w dziedzinie chemii za odkrycie białka zielonej fluorescencji.